# Gare de Forges-les-Eaux
La gare de Forges-les-Eaux est une gare ferroviaire française de la ligne de Saint-Denis à Dieppe, située sur le territoire de la commune de Forges-les-Eaux, dans le département de la Seine-Maritime, en région Normandie.
Elle est mise en service en 1872. Elle est fermée en 2009 par la Société nationale des chemins de fer français (SNCF) ; elle est néanmoins desservie par un service routier de substitution effectué par autocars.

## Situation ferroviaire
Établie à 152 mètres d'altitude, la gare de Forges-les-Eaux est située au point kilométrique (PK) 115,872 de la ligne de Saint-Denis à Dieppe, entre d'un côté la gare fermée de Saumont-la-Poterie et de l'autre, la gare ouverte de Serqueux.

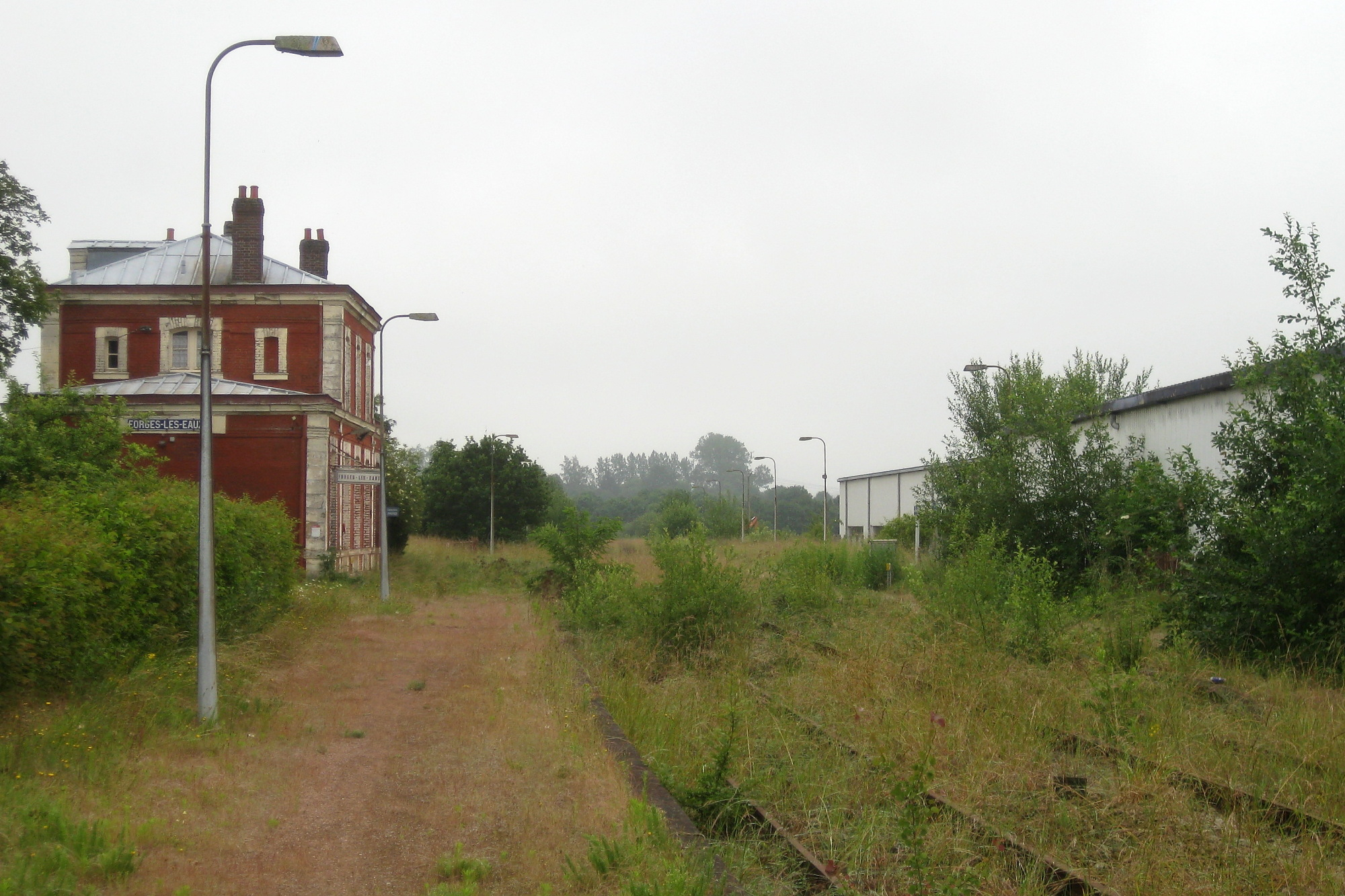
La gare fermée en 2012.

## Histoire
La gare de Forges-les-Eaux est mise en service le 20 août 1872.
Devenue une halte sans personnel ni guichet, elle était desservie par des trains TER Haute-Normandie de la relation de Gisors - Serqueux jusqu'au 18 janvier 2009. 
Le 16 décembre 2013, la réouverture du trafic ferroviaire voyageurs de la ligne n'est pas suivi d'une réouverture de la desserte de la gare.

## Service des voyageurs
La gare est fermée. Une desserte de substitution par autocars TER Normandie, assurant la relation Gisors - Dieppe, dessert l'arrêt de la mairie situé à environ 750 mètres.
En 2015, SNCF estime la fréquentation annuelle à 1 966 voyageurs.

## Patrimoine ferroviaire
L'ancien bâtiment voyageurs est toujours présent. 